# Journal of Modern Turkish History Studies
Das Journal of Modern Turkish History Studies (englisch; türkisch Çağdaş Türkiye Tarihi Araştırmaları Dergisi) ist eine seit 1991 halbjährlich erscheinende, wissenschaftliche Zeitschrift zur Landesgeschichte der Türkei, einschließlich des Osmanischen Reiches, die einem Peer-Review-Verfahren unterliegt. Die Artikel erscheinen in türkischer, englischer, französischer und deutscher Sprache.
Das Journal ist redaktionell am Atatürk İlkeleri ve İnkılap Tarihi Enstitüsü der Dokuz Eylül Üniversitesi in Izmir angesiedelt. Dem Editorial Board gehören Kemal Arı, Kenan Kirkpinar, Ahmet Mehmetefendioğlu und Türkan Başyiğit an.